# Cruriraja cadenati
Cruriraja cadenati (лат.) — вид скатов рода Cruriraja отряда скатообразных. Обитают в центрально-западной части Атлантического океана между 19° с. ш. и 18° с. ш. Встречаются на глубине до 896 м. Их крупные, уплощённые грудные плавники образуют округлый диск с треугольным вытянутым рылом. Максимальная зарегистрированная длина 38 см. Откладывают яйца. Не являются объектом целевого промысла. 

## Таксономия
Впервые новый вид был научно описан в 1962 году. Видовой эпитет происходит от географического места обитания. Голотип представляет собой самку длиной 33,2 см и диском шириной 17,5 см, пойманную у берегов Кубы (23°10′ с. ш. 81°23′ з. д.) на глубине 685 м. Вид назван в честь ихтиолога Жана Кадена (1908—1992) из Университета Даккара за его вклад в изучение биологии пластиножаберных.

## Ареал
Эти донные скаты обитают у берегов США (Флорида) и Пуэрто-Рико. Встречаются на глубине от 457 до 896 м.

## Описание
Широкие и плоские грудные плавники этих скатов образуют диск в виде ромба с треугольным рылом и закруглёнными краями. На вентральной стороне диска расположены 5 жаберных щелей, ноздри и рот. Хвост длинный и тонкий. Дорсальная поверхность диска окрашена в светло-коричневый цвет и покрыта многочисленными тёмными пятнышками неправильной формы, размер которых не превышает диаметр глаза. Вентральная поверхность белая, края диска тёмно-серого цвета. 2 спинных плавника расположены близко друг к другу. На затылочной области имеются шипы. Максимальная зарегистрированная длина 38 см.

## Биология
Эти скаты откладывают яйца, заключённые в твёрдую роговую капсулу с выступами по углам. Эмбрионы питаются исключительно желтком. Самцы достигают половой зрелости при длине 38 см.    

## Взаимодействие с человеком
Эти скаты не являются объектом целевого лова. Могут попадаться в качестве прилова при донном тралении. Данных для оценки Международным союзом охраны природы охранного статуса вида недостаточно.